# Generální ředitelství cel (Německo)
Generální ředitelství cel (GZD; německy Generalzolldirektion) je německý vyšší spolkový úřad v působnosti Spolkového ministerstva financí. Je odpovědné za řízení chodu Spolkové celní správy SRN.
Prezidentem Generálního ředitelství cel je od 31. října 2024 Armin Rolfink.

## Právní postavení a úkoly
Generální ředitelství cel je dle §1 bodu 2 zákona o Finanční správě (Finanzverwaltungsgesetz - FVG) spolkovým finančním úřadem v postavení vyššího spolkového úřadu.
Podle § 5a ve spojení s § 4 odst. 2 a 3 zákona o Finanční správě vykonává generální ředitelství cel úkoly, které mu byly svěřeny zákonem nebo Spolkovým ministerstvem financí nebo s jeho souhlasem jiným příslušným federálním ministerstvem.
Generální ředitelství cel řídí na spolkové úrovni plnění úkolů celní správy. Jako ústřední orgán spolkové celní správy odpovídá za organizační a personální záležitosti spolkové celní správy, za právní a odborný dohled nad podřízenými útvary (hlavními celními úřady a celními pátracími úřady). Generální ředitelství cel také stanovuje místní působnost a sídla hlavních celních úřadů a celních pátracích úřadů.
V některých případech plní Generální ředitelství cel také operativní úkoly. Například § 5a, odstavec 2 zákona o finanční správě stanovuje, že v rámci generální ředitelství cel musí být zřízeno oddělení odpovědné za celní vyšetřovací službu (Zollkriminalamt) v jeho rámci centrální úřad pro vyšetřování finančních transakcí (Financial Intelligence Unit), který přijímá, shromažďuje a vyhodnocuje hlášení o neobvyklých nebo podezřelých finančních transakcích v souvislosti s praním špinavých peněz (legalizací výnosů z trestné činnosti) nebo financování terorismu.

## Struktura Generálního ředitelství cel
Generální ředitelství cel se člení na devět ředitelství. Z toho jsou dvě ředitelství ústředními ředitelstvími a sedm odbornými ředitelstvími.

### Ředitelství I - Personálních a organizačních záležitostí a námořních úkolů (Direktion I - Personalangelegenheiten und Organisation sowie maritime Aufgaben)
Sídlo: Bonn
- Oddělení Personální
- Oddělení Organizační
- Oddělení Námořních úkolů

### Ředitelství II - Rozpočtu, informačních technologií a centra služeb (Direktion II - Haushalt, IT und Service-Center)
Sídlo: Bonn
- Oddělení rozpočtu a informačního centra
- Oddělení informačních technologií a technické služby
- Oddělení centra služeb
  - Centrum služeb Rostock
  - Centrum služeb Kolín nad Rýnem
  - Centrum služeb Drážďany
  - Centrum služeb Düsseldorf
  - Centrum služeb Saarbrücken
  - Centrum služeb Stuttgart
- Kompetenční centrum pro Spolkovou pokladnu a účetnictví (Kompetenzzentrum für das Kassen- und Rechnungswesen des Bundes (KKR))

### Ředitelství III – Obecného daňového práva a kontrol (Direktion III - Allgemeines Steuerrecht und Kontrollen)
Sídlo: Potsdam
- Obecné daňové právo
- Exekuce rozhodnutí
- Daňové trestní a přestupkové právo
- Kontroly na dopravních cestách

### Ředitelství V – Obecného celního práva (Direktion V - Allgemeines Zollrecht)
Sídlo: Hamburk
- Obecné celní právo
  - Dovoz
  - Vývoz
  - Tranzit
  - Celní dluh
  - Povolení

### Ředitelství VI – Přeshraniční přepravy zboží a zvláštního celního práva (Grenzüberschreitender Warenverkehr und Besonderes Zollrecht)
Sídlo: Norimberk
- Zvláštní celní právo
  - Zákazy a omezení
  - Právo zahraničního obchodu (zákon o vnějších hospodářských vztazích - Außenwirtschaftsgesetz)
  - Přeprava finanční hotovosti
  - Společná zemědělská politika
  - Původ zboží a celní preference

### Ředitelství VII – Finanční kontroly práce na černo (Direktion VII - Finanzkontrolle Schwarzarbeit)
Sídlo: Kolín nad Rýnem
- Organizované formy práce na černo
- Vyšetřování
- Trestání
- Dodržování minimálních pracovních podmínek
- Řízení rizik

### Ředitelství VIII – Celní kriminální úřad (Direktion VIII – Zollkriminalamt)
Sídlo: Kolín nad Rýnem
Oddělení A – Mezinárodní spolupráce, řízení rizik a centrálního odborného řízení (Abteilung A – Internationale Zusammenarbeit, Risikomanagement, Zentrales Fachmanagement)
- Mezinárodní koordinace a grémia
- Společná centra (např. Společné centrum obrany proti terorismu (GTAZ))
- Koordinace spolupráce s ostatními úřady
- IT-forenzika
- Kancelář celní pátrací služby
- Strategie řízení rizik a operativní analýza, shromažďování a správa informací

Oddělení B – Dohledu nad zahraničním obchodem a celní kriminality (Abteilung B – Außenwirtschaftsüberwachung und Zollkriminalität)
- Všeobecné odborné úkoly a právní otázky
- Koordinace kontroly vývozu
- Boj proti organizovanému zločinu v celní oblasti
- Boj proti terorismu
- Odborná IT-strategie a koordinace

Oddělení C – Podpory pátrání (Abteilung C – Unterstützung des Zollfahndungsdienstes)
- Koordinace speciálních jednotek Celní správy SRN
- Vyšetřovací a taktická podpora při zásahu
- Sledování telekomunikačního provozu
- Operační centrum celní správy
- Informační technika

Oddělení D - Centrála pro prověřování finančních transakcí (Abteilung D – Zentralstelle für Finanztransaktionsuntersuchungen (Financial Intelligence Unit - FIU))
- Národní centrála pro příjem, sběr a vyhodnocování hlášení o neobvyklých a podezřelých finančních transakcích. Od 1.5.2021 vyčleněna do samostatného Ředitelství X.

Regionální kontaktní kancelář Světové celní organizace pro západní Evropu (Regionales Verbindungsbüro der Weltzollorganisation für Westeuropa)
- vyhodnocování a analýza záchytů uskutečněných celními správami
- plánování a koordinace regionálních a mezinárodních celních operací
- styčný bod s mezinárodními organizacemi

### Ředitelství IX – Vzdělávacího a výzkumného centra Spolkové finanční správy(Direktion IX - Bildungs- und Wissenschaftszentrum)
Sídlo: Münster
Oddělení Vzdělávání
- Vzdělávání
  - Příslušníků ve střední službě
  - Příslušníků ve vyšší službě
- Další vzdělávání

Oddělení vědy a techniky
- Zkoumání, analýzy a odborné posuzování zboží
- Péče o psy (Celní škola služební kynologie)
- Centrální jazyková služba

### Ředitelství X – Centrála pro prověřování finančních transakcí (Direktion X - Zentralstelle für Finanztransaktionsuntersuchungen (Financial Intelligence Unit - FIU))Archivováno22. 5. 2021 naWayback Machine.
Sídlo: Kolín nad Rýnem
Samostatné Ředitelství X vzniklo dne 1.5.2021. Původně byl tento útvar integrován v Ředitelství VIII - Celním kriminálním úřadu, jako jeho oddělení D. Ředitelství X je ústředním úřadem pro příjem, shromažďování a vyhodnocování hlášení o podezřelých finančních transakcích, které by mohly souviset s praním špinavých peněz nebo financováním terorismu. FIU je organizačně samostatná a pracuje v rámci svých odborných úkolů a oprávnění nezávisle (§ 27 odst. 2 zákona proti praní špinavých peněz (Geldwäschegesetz - GwG)). Útvar sám o sobě není činný v oblasti trestního stíhání.
Podezřelé transakce, které útvar zjistí, předává prostřednictvím analytických zpráv příslušným orgánům činným v trestním řízení (státním zastupitelstvím a zemským úřadům pro vyšetřování trestných činů), daňovým orgánům a správním orgánům, pokud FIU předem zjistila, že určitý majetek souvisí s praním peněz, financováním terorismu nebo jiným trestným činem. Strategická analýza se zaměřuje zejména na identifikaci nových metod praní špinavých peněz a financování terorismu. Získané informace jsou následně zpřístupněny na základě zákona o praní špinavých peněz určeným osobám, spolupracujícím orgánům a jiným finančním zpravodajským jednotkám (mezinárodní spolupráce například s českým FAU).

## Vedení
Prezident(ka) generálního ředitelství cel je zařazen(a) do platové třídy B9. Viceprezident je zařazen do platové třídy B7. 
| Dosavadní prezidenti                               | Dosavadní viceprezidenti        |
| -------------------------------------------------- | ------------------------------- |
| Uwe Schröder (leden 2016 - prosinec 2017)          | Hans Josef Haas (od ledna 2016) |
| Hans Josef Haas (leden - červenec 2018, komisárně) |                                 |
| Colette Hercher (srpen 2018 - říjen 2024)          |                                 |
| Armin Rolfink (říjen 2024 - )                      |                                 |